# Joseph Stepling
Joseph Stepling (29. června 1716 Řezno – 11. července 1778 Praha) byl česko-německý jezuitský kněz, fyzik, astronom, matematik, meteorolog a pedagog.

## Život
Narodil se v národnostně smíšeném manželství. Jeho otec, Heinrich Wilhelm Stepling, pocházel z Vestfálska a působil jako sekretář velvyslanectví Svaté říše římské (legační sekretář) u říšského sněmu v Řezně. Po otcově smrti se spolu s matkou Blandinou, která byla rodilou Češkou, přestěhoval do Prahy. Vzdělání se mu dostalo pouze na jezuitských školách. Již jako žák malostranského jezuitského gymnázia si pod vedením Ignáce Mühlwenzela a Ignáce Sickelbartha zvláště oblíbil matematiku, astronomii a experimentální fyziku. Už v šestnácti letech dokázal vypočítat zatmění Měsíce, k němuž došlo v Praze 28. března 1733. Ve stejném věku se hlásil do noviciátu jezuitského řádu, ale pro špatné zdraví nebyl přijat. Stalo se tak až 9. října 1733 po ukončení gymnázia. V letech 1734–1735 absolvoval noviciát v Brně a během let 1736–1738 filozofická studia v Olomouci. Po působení v jezuitské koleji v českém Kladsku a slezské Svídnici studoval v letech 1742–1746 teologii v Praze. V roce 1747 byl vysvěcen na kněze a začal přednášet matematiku a fyziku.
Avšak již následující rok odmítl veřejně vyučovat aristotelovskou filozofii, protože nehodlal jiným vnucovat nauku, která byla proti jeho přesvědčení. Na jeho žádost mu představení řádu povolili přednášet pro své spolubratry matematiku a fyziku v newtonovském duchu, navíc jej jmenovali ředitelem matematicko-fyzikálních studií na pražské univerzitě.
Později v roce 1751 se významně zasloužil o vybudování klementinské hvězdárny a stal se jejím prvním ředitelem.
V polovině 18. století za vlády Marie Terezie byly zavedeny rozsáhlé školské reformy, které směřovaly k zesvětštění výuky a posílení státního dohledu nad výukou, v jejichž rámci se Stepling v roce 1753 stal státním direktorem na pražské filozofické fakultě. Díky jeho zásluhám pro rozvoj vzdělávání mu byla ponechána profesura i po zrušení jezuitského řádu. V novém duchu vychoval budoucí učitele matematiky a fyziky na pražské univerzitě, k nimž například patřili Jan Tesánek, Antonín Strnad a František Gerstner. Během svého života Stepling udržoval vědecké styky s Christianem Wolffem, Jean-Antoinem Nolletem, Leonhardem Eulerem a Ruđerem Boškovićem. Plánovaná návštěva posledního zmíněného učence v Praze se nakonec neuskutečnila. Z dědictví daroval na zakoupení přístrojů pro klementinskou hvězdárnu vysokou částku 4000 zlatých, čili desetkrát víc, než činil příspěvek českých stavů. Před svou smrtí Stepling odkázal univerzitní knihovně okolo 600 svazků knih.

## Vědecká činnost fyzikální

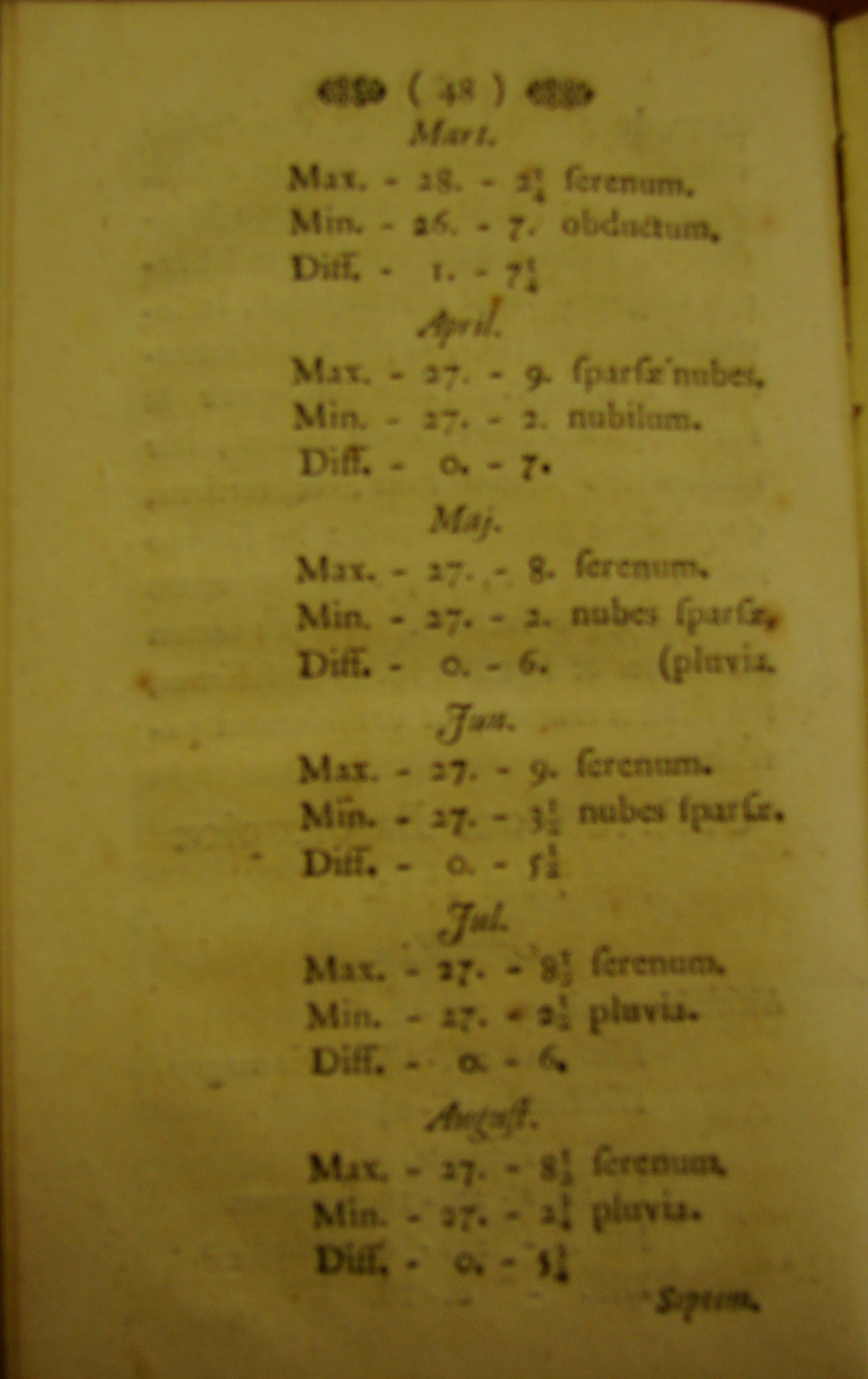
Ukázka ze Steplingových zveřejněných měření.

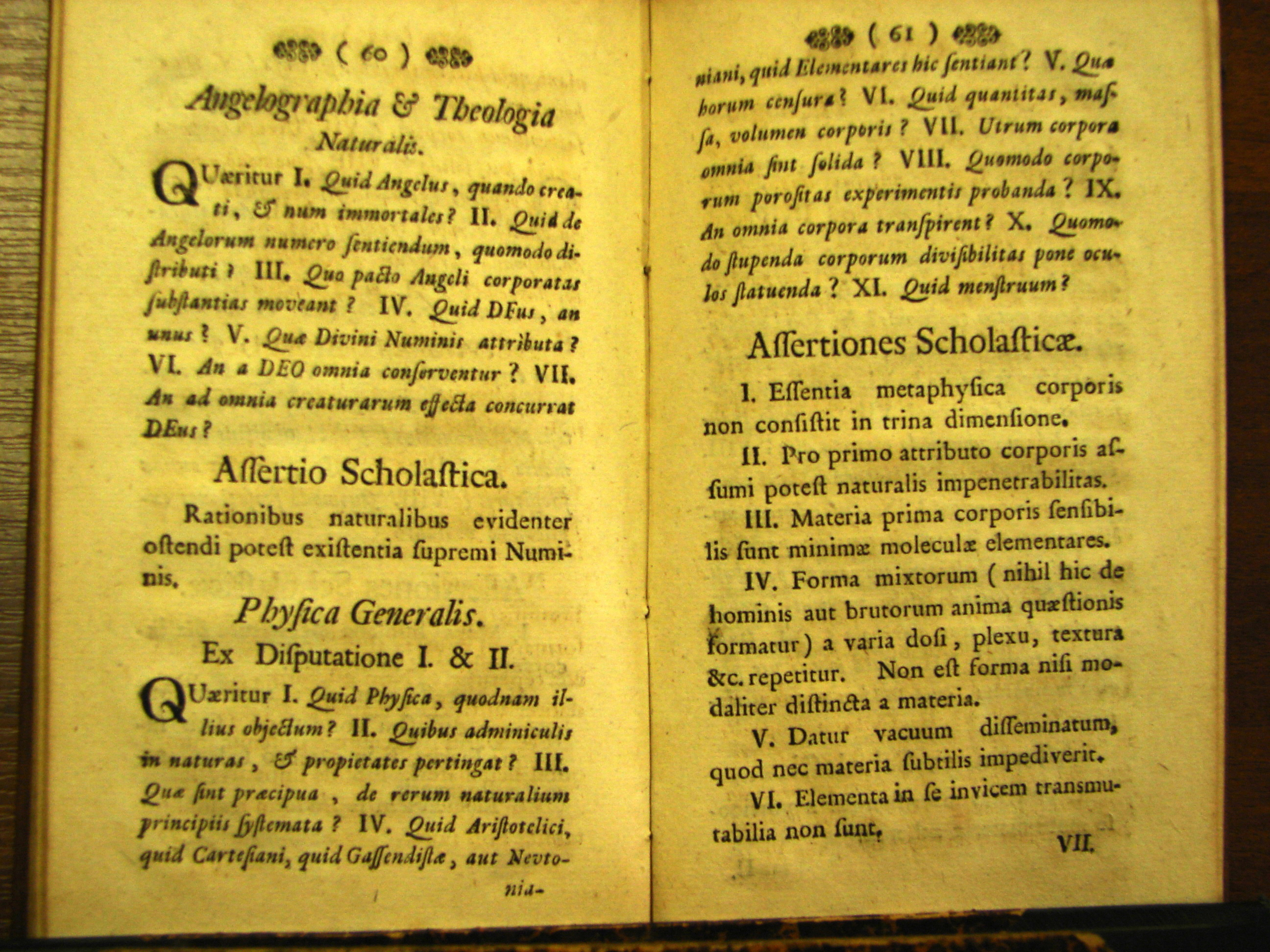
Ukázka ze Steplingovy knihy De pluvia lapidea anni MDCC. LIII. ad Strkow et ejus causis meditatio.

Steplingovy práce byly první u nás, které vycházely z výsledků soudobé fyziky, byly spíše přehledového charakteru a psány latinsky. V jedné z nich věnované Bradleyho objevu aberace světla zdůrazňuje, že experimentálně zjištěná hodnota pro velikost velké osy elipsy, kterou opisují stálice za rok vlivem aberace světla, určená na 40" (správná hodnota je 20"), je v dobré shodě s výsledky získaných početně z hodnot pro rychlost světla a velikost zemské dráhy.
Při výpočtech vycházel z newtonovské koncepce, podle níž je vesmír statický a zaplněný stálicemi, které jsou v klidu.
V dalších pracích se věnoval např. kolísání zemské osy, pojednání o zatmění Slunce. Jako první pozoroval, že voda může být i v kapalném stavu při teplotě nižší než 0 °C, tzv. přechlazená voda.
V roce 1748 byl požádán berlínskou akademií věd, která vytvářela novou přesnou mapu německých zemí, o změření zeměpisné délky délky Prahy. Při měření používal dvou metod, zatmění Měsíce a zatmění satelitů Jupitera. Aby zpřesnil měření, doplnil údaje o vstup a výstup některých měsíčných kráterů do zemského stínu. V časopise Nova Acta Eruditorium z roku 1748 o tom podal podrobnou zprávu, což byla první vědecká práce pražské hvězdárny. Měření se snažil co nejvíce zpřesňovat, proto v padesátých letech 18. století použil sedmi současných měření zatmění Měsíce v Praze a ve Vídni (výsledky mu předal Maxmillián Hell). Došel k závěru, že pražská hvězdárna leží 32°11′15″ východně od Ferra. Pro geodetická měření v naší zemi, která se konala pod záštitou Učené společnosti, se určováním přesné polohy hvězdárny zabývali i jeho nástupci ve funkci ředitele hvězdárny.
Při zřízení klementinské observatoře pamatoval i na pozorování teploty, barometrického tlaku a měření srážek. Ve spisu Observationes odůvodňoval pravidelná měření nejenom z vědeckého hlediska, ale i po stránce praktické. Usuzoval například, že ze znalostí vývoje množství srážek a z hladiny teplot lze stanovit dlouholetý osevní program.
Systematická měření, která zavedl roku 1752, se stala od 1. ledna 1775 pravidelná a dnes představují nejstarší souvislé meteorologické údaje ve střední Evropě. Tato měření například využil k objasnění a popisu vichřice, která se prohnala ve dnech 17. až 19. února 1756 střední Evropou. Dále ve zprávě De terrae motibus quaesita, quibus adnexa est medittio de causa mutationis thermarum Teplicensium facta z 1. listopadu 1755 se vyjadřuje k zemětřesení v Lisabonu a k teplickým léčivým pramenům.
V únoru 1775 poprvé změřil magnetickou inklinaci v Praze. Využíval tlakoměr k určení nadmořské výšky, sledoval  teplotu vody ve Vltavě a sestrojil rtuťový teploměr s Réaumurovou stupnicí. Rovněž prováděl experimenty s elektrostatickou elektřinou, které byly v té době velmi populární. Po chodbách Klementina nechal natáhnout stovky metrů železných řetězů, které byly elektricky nabíjeny a do tohoto obvodu bývali občas zapojování i vysocí státní a církevní hodnostáři. Na žádost Vlastenecko-hospodářské společnosti se začal zabývat ochranou budov před účinky úderu blesku. Na rozdíl od Prokopa Diviše zastával názor, že nejlepší metoda spočívá v jednorázovém odvedení výboje do země. V roce 1778 poslal dopis P. Ignáci Musilovi, ve kterém vypracoval návod k výstavbě hromosvodu ve městě Polička. Tento návod se stal prvním elektrotechnickým posudkem u nás a jeho překlad lze nalézt v knize Meteorologie skoro detektivní.

## Vědecká činnost matematická
V oblasti matematiky se Stepling zabýval problematikou nejen diferenciálního a integrálního počtu, ale také teorií čísel a vytvářením metod hledání prvočísel aj. V prvních dvou oblastech napsal pojednání „Differentiarum minimaru, quantitatum vaeiantium Calculus directus, vulgo differentialis“ a „Exercitationes geometrico-analyticae.“
V těchto pracích například definuje nekonečně malou veličinu jako „výsledek nekonečného dělení konečné veličiny,“ či válec jako „těleso, které vznikne přímočarým pohybem libovolné rovinné křivky, při němž křivka zůstává stále rovnoběžná s předcházejícími svými polohami.“

## Vědecká činnost univerzitní
Na pražské univerzitě zavedl tzv. consenssus philosophici, neboli pravidelná setkání vyučujících filozofické fakulty. hlavními součástmi těchto setkání byla přednáška, kterou většinou míval sám Stepling, a následná diskuze. Dochovaly se názvy některých z nich, např. „Co je příčinou barometrických změn?“, „Jaké jsou nejlepší teploměry?“, „Odkud se bere ve vzduchu elektřina, napájející kovové tyče?“

## Členství
Stal se členem Společnosti pro orbu a svobodná umění v Čechách, založenou dvorským dekretem Marie Terezie v roce 1767, a dále Soukromé učené společnosti pro rozvoj matematiky, vlasteneckých dějin a přírodovědy v roce 1773, z níž se později vyvinula Královská česká společnost nauk.

## Steplingovy spisy
- Liber II. Euclidis algebraicae demonstratus (1756)
- Miscellanea philosophica tam mathematica quam physica (1759, 1763)
- Differentiarum minimarum quantitatum variantium calculus directus vulgo differentialis (1765)

## Pocty

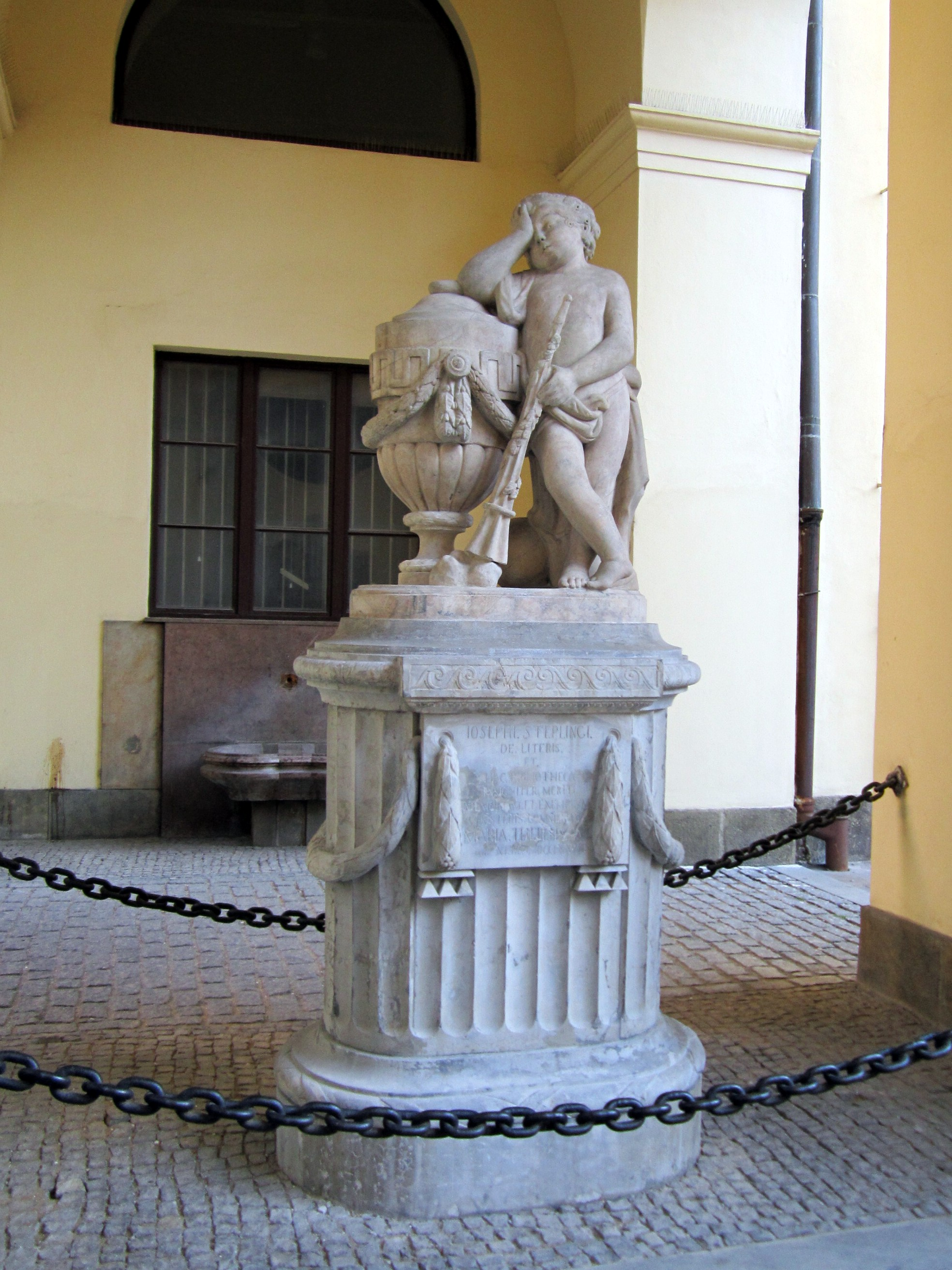
Pomník s truchlícím géniem na dvoře Klementina.

- Na jeho památku dala císařovna Marie Terezie roku 1780 do Klementina postavit mramorový pomník se sochou truchlícího génia, který podle skici Jana Quirina Jahna modeloval sochař Ignác František Platzer a v kameni vytesal Jakub Aigner.[9] Po úpravě komunikace památník překážel automobilové dopravě, a proto byl v rekonstruovaném areálu kolem roku 1932 ve dvoře Klementina zasunut mezi pilíře.
- Jméno Josepha Steplinga je umístěno na štítku pod okny Národního muzea mezi tzv. dvaasedmdesáti jmény české historie.[10]
- Planetka č. 6540 byla pojmenována Stepling.[11]
- Ve dnech 7. listopadu 2016 až 14. ledna 2017 uspořádala Národní knihovna v Klementinu výstavu "Josef Stepling - osvícený jezuita".[12]